# Shajapur
Shajapur est une ville indienne qui se trouve dans le district de Shajapur dans l'État du Madhya Pradesh. En 2001, sa population était de 50 086 habitants.

## Traduction
- (en) Cet article est partiellement ou en totalité issu de l’article de Wikipédia en anglais intitulé « Shajapur » (voir la liste des auteurs).